# Zemětřesení v Mexico City (1985)

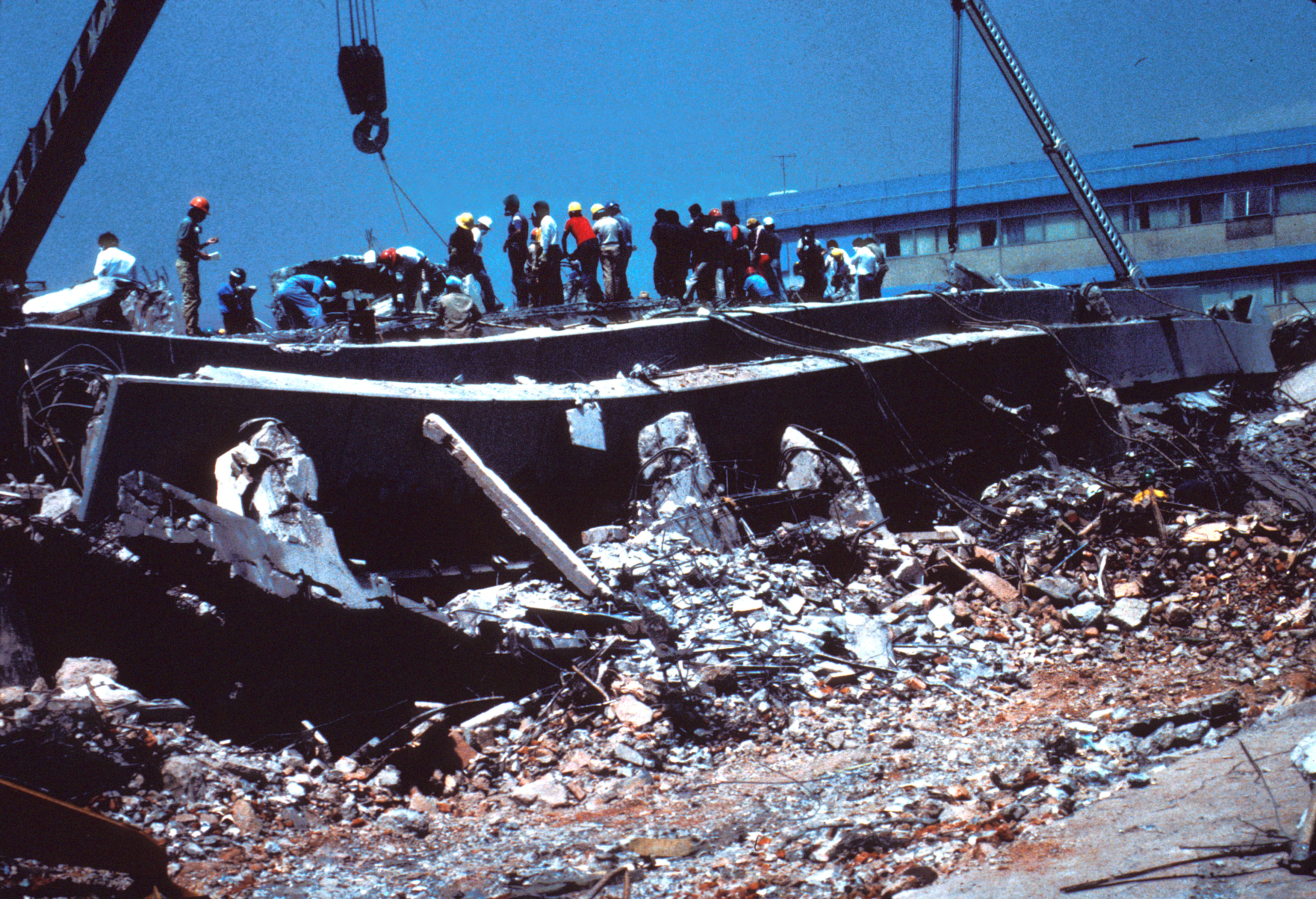
Zřícené budovy v důsledku zemětřesení v Mexico City dne 19. září 1985, které mělo sílu 8,1 stupně Richterovy škály

Zemětřesení v Mexico City v roce 1985 bylo silné zemětřesení, ke kterému došlo 19. září 1985 v blízkosti pobřeží Mexika na západ od hlavního města Ciudad de México (Mexico City).

## Příčiny
Většina zemětřesení na území Mexika vzniká z důvodu narážení Severoamerické litosférické desky do Kokosové litosférické desky a Pacifické desky. Přestože není Mexico City položeno blízko zlomové linie, jako například Los Angeles či San Francisco, je stále vystaveno vysokému počtu zemětřesení za rok. Příčinou těchto otřesů je povrch, na kterém je město položeno: Mexico City bylo postaveno na ostrově v jezeře Texcoco, které postupně vysychá. Tím se město ocitlo na podmáčené půdě s velkým množstvím měkkých půd se sopečným prachem, pod kterými se již nalézá láva.

## Zemětřesení v roce 1985
Zemětřesení o síle 8,1 stupně Richterovy škály a Mercalliho intenzitou IX začalo ráno 19. září roku 1985 v 7:17 hod. Dvacetimilionové město bylo ochromeno, bez elektřiny a bez pomoci. Chatrné konstrukce domů se bortily a mezi nimi zahynulo více než deset tisíc lidí. Největší zemětřesení v historii Mexika otřáslo nejen zemí. Nebylo ovšem jediné.
Druhé zemětřesení, které následovalo, mělo sílu 7,8 stupně Richterovy škály. Epicentra zemětřesení se nacházela v Tichém oceánu u pobřeží Michoacánu, státu Mexika, zhruba 350 km od města Mexico City. Bylo uvedeno, že uvolněná energie odpovídala zhruba 1 000 výbuchům jaderných zbraní. Otřesy země byly zachyceny na ploše o rozloze 825 000 km2. Kokosová litosférická deska narazila do Severoamerické desky, což vyvolalo seismickou vlnu. Zemětřesení mělo dvě epicentra, proto bylo dvojité.
Bohužel tato dvě zemětřesení nebyla jedinými důsledky seismického dění mezi Kokosovou a Severoamerickou deskou. Celé Mexiko bylo vystaveno otřesům po další měsíc. Naštěstí se otřesy neprojevily v dění oceánu. Byly zde sice vlny tsunami, žádná ale nebyla větší než tři metry. Např. v Ekvádoru byly údajně vlny na jeho pobřeží vysoké 60 cm.

## Následky
Důsledkem zemětřesení byly tisíce mrtvých lidí a tisíce zničených budov. Zemětřesení nemělo potíže s ničením, neboť Mexico City mělo stavby chatrné. Nejznámější mexický architekt v té době, Mario Pani, stavěl podle tehdejší evropské módy. Postavil budovu rektorátu mexické univerzity, hotely, školy a mnoho nemocnic. Jeho stavby byly moderní a považované za velmi bezpečné. Nepočítal ovšem se silným zemětřesením, které poskládalo všechny tyto domy jako domečky z karet k zemi. Mexiko se z této situace poučilo a razantně změnilo způsob výstavby. Od roku 1985 se v Mexiku z důvodu zemětřesení nezřítila žádná větší budova.

## Varovný systém Mexika
Výstavba silnějších a pevnějších domů nebyla jediným poučením pro Mexiko po tomto ničivém zemětřesení. Mexiko zavedlo systém senzorů, rozmístěných po každém větším městě. Jakmile tyto senzory zaznamenají otřes, rádiové vysílání změní svou funkci ve varovný signál, který se rozezní po celém městě z tlampačů. Mimo jiné by mělo být ohrožení hlášeno uvnitř budov a existuje také aplikace do chytrých telefonů, rovněž zaměřená na takovéto varování. Dále například Mexico City zavedlo varovné hlášení, do kterého se zapojuje celé obyvatelstvo Mexico City, 6 miliónů lidí. Takovýto systém je tak jedinečný, že se chtějí inspirovat i američtí experti při vytvoření systému, který má ochraňovat západní pobřeží USA.